# Alan Turingplein
Het Alan Turingplein is een plein in Amsterdam-Oost, Watergraafsmeer.
In het kader van stadsverdichting werd achter Ringdijk 44 (het huisnummer neemt meerdere gebouwen in beslag) in de buurt Frankendael een braakliggend terrein ingericht als stadspleintje. De gemeente Amsterdam bepaalde op 17 oktober 2017 (Gemeenteblad 2017, nr. 184216), dat het pleintje de naam Alan Turingplein kreeg, een vernoeming naar wiskundige Alan Turing. Tegelijkertijd besloot de gemeente een pad tussen de Ringdijk en het plein te vernoemen naar Lise Meitner (Lise Meitnerpad), bekend vanwege kernsplitsing. Meerdere straten in de buurt waren al vernoemd naar wetenschappers.

## Geschiedenis
Het terrein kwam vrij nadat een mytylschool, die er sinds 1953 gevestigd was verdween. Koningin Juliana der Nederlanden kwam hier in 1953 een nieuw gebouw van die school openen, omschreven als Finse School. In 1984 kwam er eindelijk definitieve betonnen bouw. De school kreeg de naam Van Koetsveldschool. Deze vertrok en de basisschool St.Lidwina trok erin. In 2016 vertrok die school naar een nieuw schoolgebouw aan de Simon Stevinstraat, waarop de gebouwen amper 30 jaar oud aan de Ringdijk 44 tegen de vlakte gingen.

## Gebouwen
In 2022 staat aan het plein één blokje woningen met huisnummers Alan Turingplein 50 tot en met 58 en Simon Stevinstraat 60. Het waren zelfbouwkavels waarop rijwoningen van 8a Architecten werd neergezet. Het pad kent dan nog geen bebouwing. In die periode is het ook bereikbaar via een poortgebouw 44 F-G.